# La Fille d'avril
Singles de Laurent Voulzy
Une héroïne
(2001) Amélie Colbert
(2002)
La Fille d'avril est une chanson de Laurent Voulzy, extrait de l'album Avril. Le 28 avril 2002, la chanson sort en single. Les paroles sont écrites par Alain Souchon et la musique est signée Laurent Voulzy.
Le single entre au Top 50 le 1er juin 2002 et y reste durant treize semaines consécutives.

## Présentation
Chanson jouant avec les mois et les saisons de l'année. 

## Classement
| Classement (2002) | Meilleure place |
| ----------------- | --------------- |
| France (SNEP)     | 26              |